# Mesoniscus alpicolus
Mesoniscus alpicolus är en kräftdjursart som först beskrevs av Heller 1858.  Mesoniscus alpicolus ingår i släktet Mesoniscus och familjen Meoniscidae.

## Underarter
Arten delas in i följande underarter:
- M. a. meridionalis
- M. a. alpicolus
- M. a. graniger
- M. a. vulgaris

## Bildgalleri

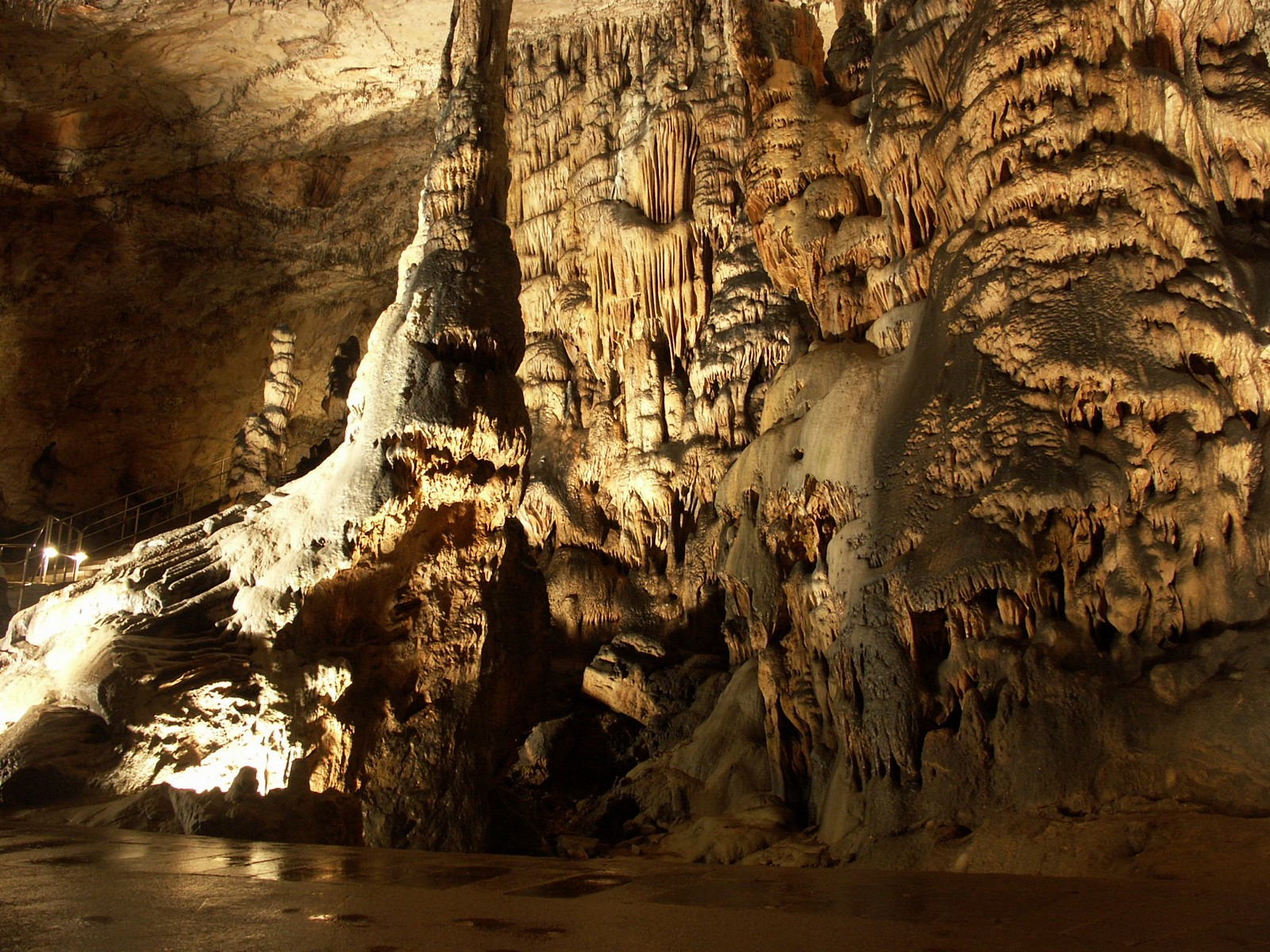
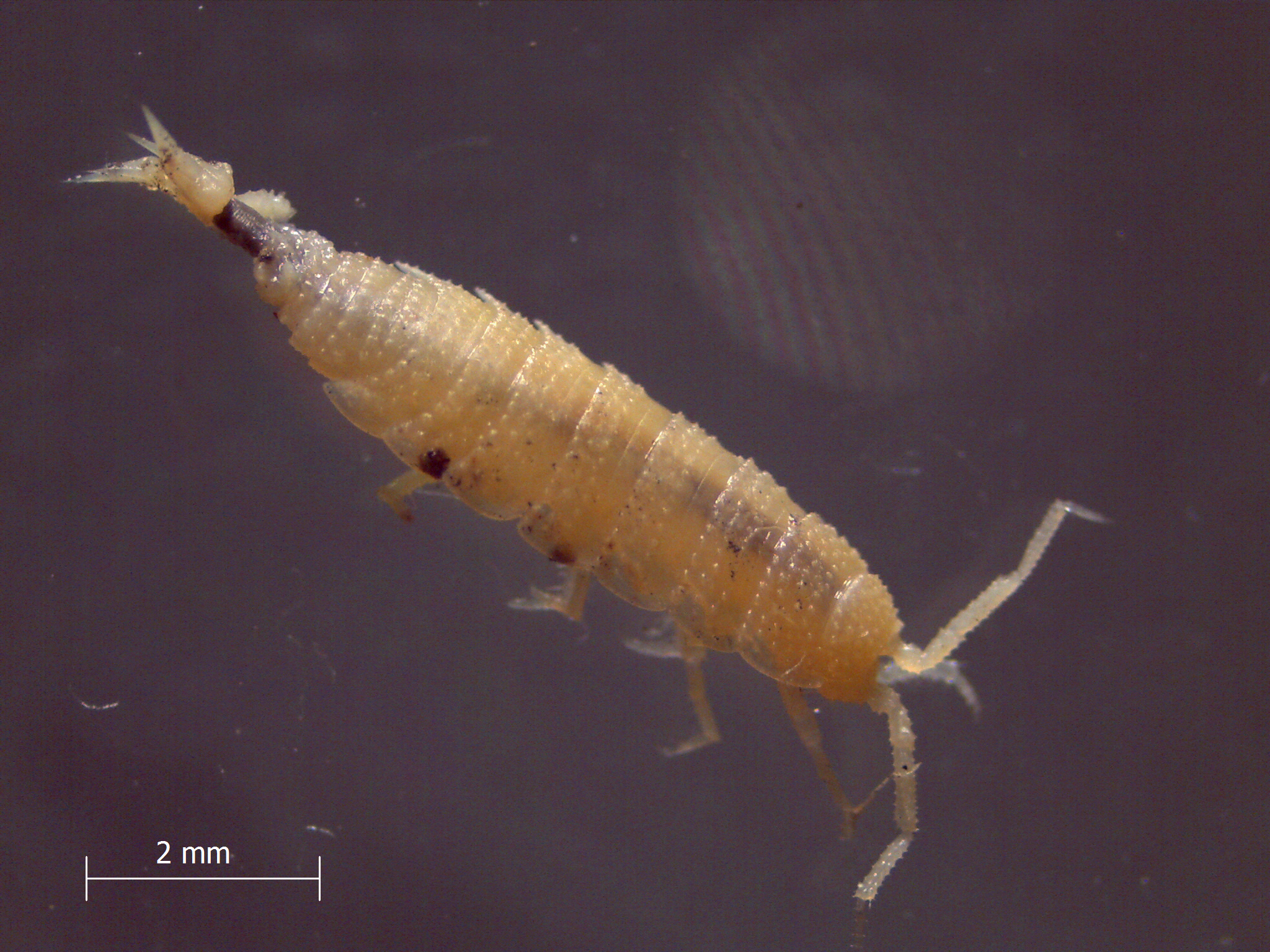